# Istocheta unicolor
Istocheta unicolor är en tvåvingeart som först beskrevs av Aldrich 1928.  Istocheta unicolor ingår i släktet Istocheta och familjen parasitflugor. Inga underarter finns listade i Catalogue of Life.